# CTV中央競馬実況中継
『CTV中央競馬実況中継』（シーティーヴイ・ちゅうおうけいばじっきょうちゅうけい）は、1969年から1983年8月まで中京テレビ放送（CTV）で、主に土曜日午後に放送された中央競馬の中継番組である。一時期は「土曜スペシャル」の冠を付けて放送していた。

## 概要
土曜日の中央競馬中継は主に東京12チャンネル→テレビ東京（TX）と結びつきの強い地方局（テレビ大阪を除く系列各局、および中京広域圏と近畿圏の独立UHF放送局<＝KBS京都テレビ・サンテレビジョン・奈良テレビ放送・三重テレビ放送>や、既存地方局で特にTXとの番組販売関係が強い放送局）を中心にネットワークを組んでいた。
CTV開局時、中京広域圏にはTXの純粋な系列局はなく、同地域ではTXの親会社でもある日本経済新聞社との資本関係が強かったCTVがTXの番組も放送していた。
競馬中継も、TXとのネットワーク関係が強い近畿放送→KBS京都テレビからの中継を受ける形で、西日本メインとなるレース（阪神競馬場・京都競馬場。及び夏季ローカルシリーズにおける中京競馬場・小倉競馬場）を中心にした実況を行っていた。しかしその後、中京広域圏で5番目のテレビ東京系列フルネット局となる、テレビ愛知（TVA）の開局を1983年9月1日に控え、CTVのネット受けは同年8月の放送で終了となった。
なお、中京競馬が裏開催となる時期（当時は平年2月と12月）には、MTVが開局当初から制作および放送を行っていたことから（2010年12月時点までは、土曜日はTVA制作の『KEIBAワンダーランド』の実質裏送り、日曜は完全自主制作の『KEIBAワンダーランド』）、CTVで自主制作して放送を行っていたかは、詳細等は不明である（土曜ワイドスペシャル#三重テレビの『土曜ワイドスペシャル・競馬中継』参照）。
当番組のオープニングテーマ曲は、山梨放送ラジオの『土曜/日曜競馬中継（RFラジオ日本製作・配給）』のオープニングにて、BGMに使用する曲と同一であった（曲目不明、曲調は行進曲風）。
この番組が放映されていた時期には、中京テレビでは深夜にダイジェスト番組も放送されていた。BGMはフランク・プゥルセル「concorde」。

## 出演者

### 解説
- 落合成年（中日スポーツ）
- 川口大樹（競馬ファン）
- 高橋喜八郎

## 関連番組
- HTB土曜競馬中継（北海道テレビ放送）
- ウイニング競馬（テレビ東京）
- TVhサマー競馬（テレビ北海道）
- ダイナミック競馬
  - ワンダフル競馬（新潟放送）
- KEIBAワンダーランド
- うまDOKI